# تيمورغلام بهري (مقاطعة دلفان)
تيمورغلام بهري (بالفارسية: تیمورگلام بهری) هي قرية تقع في قسم نورعلي الريفي (مقاطعة دلفان) في إيران. يقدر عدد سكانها بـ 195 نسمة بحسب إحصاء 2016.